# Realm of Wonders
Realm of Wonders je demo francouzské kapely Fantasia která byla později přejmenována na Fairyland.

## Seznam skladeb
1. „The Realm“ - 1:15
2. „Ride With The Sun“ - 5:07
3. „Doryan“ - 0:45
4. „The Enlightened“ - 4:56
5. „The King“ - 2:08
6. „Holy Quest“ - 6:31
7. „On The Path To Fury“ - 5:10
8. „Lake Of Tears“ - 1:51
9. „Fight For Your King“ - 6:16
10. „Cruel Death“ - 4:53
11. „The Fellowship“ - 6:15
12. „Lord“ - 6:08
13. „The Army Of The White Mountains“ - 6:06
14. „Song For A Victory“ - 10:53